# Lissochlora smaragdina
Lissochlora smaragdina là một loài bướm đêm trong họ Geometridae.